# Biologische psychologie
De biologische psychologie is de wetenschappelijke bestudering van de biologische basis van het gedrag en de psychische processen denken, voelen en bewustzijn van mensen. Ook de resultaten van dieronderzoek, dat strikt genomen onderdeel vormt van de neurowetenschap, zijn een belangrijke bron van informatie voor de biologisch psycholoog.
Aan de biologische psychologie verwante disciplines zijn de psychofysiologie, de fysiologische psychologie en de neuropsychologie. Recenter is het gebruik van de term cognitieve neurowetenschap. Omdat het onderscheid tussen al deze gebieden en termen geleidelijk aan het vervagen is, willen we hier volstaan met de meer algemene en overkoepelende term biologische psychologie. Wél zal hieronder een schets worden gegeven van de verschillende invalshoeken waarvan men in dit type wetenschappelijk onderzoek uit kan gaan.
Biologische psychologie maakt meestal gebruik van experimenteel onderzoek van menselijke proefpersonen, waarbij het met name gaat om de analyse van de veranderingen in fysiologische activiteit van het lichaam, als gevolg van manipulatie van bepaalde taakconditities. Deze fysiologische activiteit kan betrekking hebben op het autonome zenuwstelsel zoals hartslag, ademhaling, huidgeleiding en pupildiameter, maar ook op het centrale zenuwstelsel en de hersenen. Dit betreft onder andere het meten van spieractiviteit door middel van een elektromyogram of EMG, of hersenactiviteit door een elektro-encefalogram of Elektro-encefalografie (EEG). Er kan ook gebruikgemaakt worden van hersenbeeldvormende technieken zoals functionele MRI.

## Invalshoeken van de biologische psychologie
Het biologischpsychologisch onderzoek kan grofweg vanuit drie verschillende invalshoeken plaatsvinden (noot: in de praktijk treffen we echter ook vaak mengvormen hiervan aan).
In de eerste plaats kan men trachten systematisch de effecten van psychologische taakcondities op fysiologische activiteit in kaart te brengen. Dit onderzoek heeft in de laatste jaren veel interessante nieuwe kennis opgeleverd over specifieke hersenactiviteit die optreedt bij algemene menselijke functies als het verwerken van taal, selectieve aandacht, emotie en geheugen. Ook zijn er interessante ontdekkingen gedaan over de wijze waarop menselijke fouten in het brein worden verwerkt. Deze benadering is typerend voor onderzoekers uit de hoek van experimentele psychologie (ook wel functieleer of cognitieve psychologie genoemd).
Een tweede invalshoek richt zich meer op het in kaart brengen van individuele verschillen tussen mensen, voor zover deze gerelateerd zijn aan bepaalde persoonlijkheidseigenschappen, specifieke hersenfuncties, of erfelijke disposities. Nieuwe benaderingen binnen de genetica (zoals het tweelingenonderzoek, kwantificering van DNA) maken het hierbij mogelijk beter dan voorheen de genetische basis van menselijke gedrag en hieraan gerelateerde fysiologische activiteit systematisch in kaart te brengen. De neuropsychologische benadering kan men zien als een bijzondere variant van deze invalshoek. De neuropsycholoog gaat het echter primair om het kaart brengen van gevolgen van hersenbeschadiging op menselijk gedrag. Het 'onderzoeksmateriaal' bestaat hier dus voornamelijk uit patiënten of groepen patiënten met bepaalde specifieke hersenstoornissen.
Een derde benadering in de biologische psychologie richt zich op de veranderingen in gedrag en hersenactiviteit die tijdens de menselijke levensloop kunnen optreden. Deze betreffen bijvoorbeeld rijping en ontwikkeling van hersenactiviteit van kind tot volwassene, maar ook de veranderingen in hersenactiviteit bij normale en abnormale veroudering. Dit wordt ook wel aangeduid als cognitieve veroudering.